# Makemo
Makemo, Rangi-kemo ou Te Paritua, é um dos maiores atóis do arquipélago de Tuamotu pertencente a Polinésia francesa.
O atol de Makemo mede 69 km de comprimento e 16,5 km de largura, o que lhe dá uma área de 56 km². É o quarto maior atol do arquipélago de Tuamotu em termos de superfície lagunar, com uma lagoa de 600 km² na área. Apesar de seu tamanho, a lagoa Makemo tem apenas dois caminhos navegáveis.

O atol possuí cerca de 1.555 habitantes ao total. Sua aldeia principal é chamada de Pouheva, sendo a vila mais povoada. A vila tem um cais, um internato com 150 crianças de ilhas vizinhas e também um aeroporto, localizado a oeste da aldeia.